# Platypalpus inermifemur
Platypalpus inermifemur är en tvåvingeart som beskrevs av Smith 1969. Platypalpus inermifemur ingår i släktet Platypalpus och familjen puckeldansflugor. Inga underarter finns listade i Catalogue of Life.